# György Gömöri
György Gömöri (également connu sous les noms de  George Gömöri ou de George Gomori), né à Budapest le 16 juillet 1904 et mort le 28 février 1957 (ou le 1er mars selon certaines sources) à Santa Clara (Californie) (ou à Palo Alto selon certaines sources), est un médecin, chirurgien et pathologiste américano-hongrois connu pour ses travaux d'histochimie.

## Biographie
Il est diplômé de la faculté de médecine de l'université Péter Pázmány de Budapest en 1928, date à laquelle il devient le pathologiste du premier département de pathologie de la capitale hongroise. Quatre ans plus tard il sera nommé chirurgien dans le troisième département de chirurgie de la même ville.
En 1938, il se rend aux États-Unis où il se requalifie en médecine et travaille d'abord dans un hôpital privé avant d'être nommé pathologiste assistant à l'université de Chicago. En 1943, il obtient un PhD de cette université. En 1949 il est nommé professeur de médecine interne spécialisé dans les maladies thoraciques. Il joue un rôle de premier plan dans la fondation de la Société d'histochimie en 1950[réf. nécessaire]. En octobre 1956, Gömöri choisit de s'installer en Californie où il devient collaborateur de la Fondation de Recherche Médicale du Centre Médical de Palo Alto. Il meurt brusquement seulement 4 mois plus tard, âgé de 53 ans, vraisemblablement d'un infarctus myocardique, sans avoir eu le temps de poursuivre ses travaux.

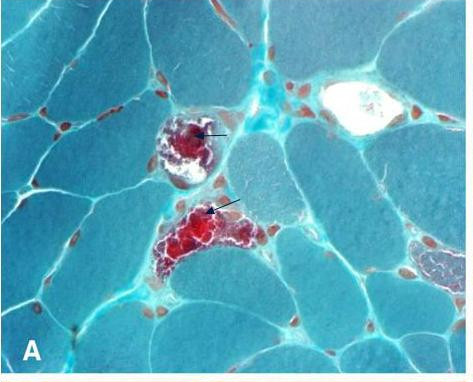
Les ragged red fibers (« fibres rouges déchiquetées ») dans le syndrome MELAS sont visibles grâce au trichrome de Gomori modifié.

## Travaux
Gömöri a consacré ses premières recherches à l'histologie osseuse, mais l'histochimie devient vite son domaine de prédilection, le rendant mondialement célèbre. Il développe et donne son nom à la coloration trichrome de Gomori et la coloration argentique à la méthénamine de Gomori.